# リアム・パロ
リアム・パロ（Liam Paro、1996年4月16日 - ）は、オーストラリアのプロボクサー。クイーンズランド州マッカイ出身。元IBF世界スーパーライト級王者。

## 来歴
当初はラグビーをプレーしていたが、13歳からボクシングを始めた。20歳の時にブリスベンへ移住し、ジェフ・ホーン等とトレーニングを行った。

### プロ時代

#### スーパーライト級
2016年3月5日、ブリスベンのマンスフィールド・タバーンでプロデビュー戦を行い、4回3-0の判定勝ち。
2018年3月17日、ブリスベンのマンスフィールド・タバーンでアンドリュー・ウォレスと豪州スーパーライト級王座決定戦を行い、3回終了時TKO勝ちを収め王座獲得に成功した。
2018年5月19日、ゴールドコーストのサウスポート・オーストラリアン・フットボールクラブでセバスチャン・ビティキとWBOユーススーパーライト級王座決定戦を行い、2回2分1秒TKO勝ちを収め王座獲得に成功した。
2019年6月8日、ゴールドコーストのザ・スター・ゴールドコーストでファティ・ケレシュとIBFインターナショナル・WBOグローバルスーパーライト級王座決定戦を行い、10回3-0の判定勝ちを収め両王座獲得に成功した。
2023年12月9日、サンフランシスコのチェイス・センターにてデヴィン・ヘイニー対レジス・プログレイスの前座でモンタナ・ラブと対戦し、6回1分49秒KO勝ちを収め6度目のWBOグローバル王座防衛に成功した。
2024年6月15日、プエルトリコ・マナティのコリセオ・フアン・オービン・クルス・アブレウにてIBF世界スーパーライト級王者スブリエル・マティアスとIBF世界同級タイトルマッチを行い、12回3-0（115-112×2、116-111）の判定勝ちを収め王座獲得に成功した。
2024年12月7日、プエルトリコ・サンフアンのロベルト・クレメンテ・コロシアムにてIBF世界スーパーライト級1位のリチャードソン・ヒッチンズとIBF世界同級タイトルマッチを行うも、プロ初黒星となる12回1-2（117-111、112-116×2）の判定負けを喫し王座から陥落した。
2025年6月25日、ケアンズのケアンズ・コンベンションセンターにてジョナサン・ナバロとスーパーライト級10回戦を行い、5回終了後にナバロ陣営からタオルが投入されTKO勝ちを収め再起に成功した。

#### ウェルター級
2025年9月18日、ウェルター級転向戦としてブリスベンにてIBF世界同級8位のダビド・パポとIBF世界同級挑戦者決定戦を行う予定で、勝者は同年9月13日に同級1位のルイス・クロッカー対同級3位のパディ・ドノバンとの間で行われるIBF世界同級王座決定戦の勝者への挑戦権を獲得する。

## 戦績
- プロボクシング：27戦 26勝 (16KO) 1敗

| 戦           | 日付           | 勝敗 | 時間    | 内容    | 対戦相手                         | 国籍             | 備考                                                           |
| ------------ | -------------- | ---- | ------- | ------- | -------------------------------- | ---------------- | -------------------------------------------------------------- |
| 1            | 2016年3月5日   | ☆    | 4R      | 判定3-0 | ジェイコブ・マホニー             | オーストラリア   | プロデビュー戦                                                 |
| 2            | 2016年4月15日  | ☆    | 4R      | 判定3-0 | アーノン・ユカロエン             | タイ             |                                                                |
| 3            | 2016年9月9日   | ☆    | 4R      | 判定2-0 | アピチャット・コエチャトゥラット | オーストラリア   |                                                                |
| 4            | 2016年10月1日  | ☆    | 1R 1:45 | TKO     | ジョン・ミン                     | オーストラリア   |                                                                |
| 5            | 2016年12月3日  | ☆    | 1R 1:34 | TKO     | ニック・ヒクロア                 | ニュージーランド |                                                                |
| 6            | 2017年2月4日   | ☆    | 5R 1:22 | TKO     | ダニエル・マクスウェル           | ニュージーランド |                                                                |
| 7            | 2017年6月10日  | ☆    | 4R 0:54 | KO      | アレックス・アトン               | オーストラリア   |                                                                |
| 8            | 2017年7月15日  | ☆    | 1R 2:55 | KO      | サイモン・レンディナ             | オーストラリア   |                                                                |
| 9            | 2017年8月25日  | ☆    | 3R 2:32 | TKO     | ニック・アラテマ                 | ニュージーランド |                                                                |
| 10           | 2017年9月23日  | ☆    | 3R 1:02 | TKO     | ホセ・オーベル                   | アルゼンチン     |                                                                |
| 11           | 2017年11月4日  | ☆    | 5R      | 判定3-0 | コムキット・チャナウォン         | タイ             |                                                                |
| 12           | 2018年2月3日   | ☆    | 3R 終了 | TKO     | カート・フィンレイソン           | オーストラリア   |                                                                |
| 13           | 2018年3月17日  | ☆    | 3R 終了 | TKO     | アンドリュー・ウォレス           | オーストラリア   | 豪州スーパーライト級王座決定戦                                 |
| 14           | 2018年5月19日  | ☆    | 2R 2:01 | TKO     | セバスチャン・ビティキ           | チェコ           | WBOユーススーパーライト級王座決定戦                            |
| 15           | 2018年10月13日 | ☆    | 7R 終了 | TKO     | ロバート・トラトリク             | ドイツ           |                                                                |
| 16           | 2019年2月16日  | ☆    | 10R     | 判定3-0 | マシミリアノ・バリサイ           | イタリア         | WBOグローバルスーパーライト級初代王座決定戦                    |
| 17           | 2019年6月8日   | ☆    | 10R     | 判定3-0 | ファティ・ケレシュ               | トルコ           | IBFインターナショナル・WBOグローバルスーパーライト級王座決定戦 |
| 18           | 2019年11月8日  | ☆    | 10R     | 判定3-0 | キム・ウォンキル                 | 韓国             | WBOグローバル防衛1                                             |
| 19           | 2020年3月7日   | ☆    | 8R 1:18 | TKO     | ジェームズ・チェレジ             | ルーマニア       | IBFインターナショナル防衛1・WBOグローバル防衛2                 |
| 20           | 2021年3月5日   | ☆    | 7R 終了 | TKO     | テリー・ツォラマニス             | オーストラリア   | IBFインターナショナル防衛2・WBOグローバル防衛3                 |
| 21           | 2021年7月24日  | ☆    | 10R     | 判定3-0 | スティーブ・ガゴ                 | オーストラリア   | IBFインターナショナル防衛3・WBOグローバル防衛4                 |
| 22           | 2021年12月18日 | ☆    | 10R     | 判定2-1 | ヨマール・アラモ                 | プエルトリコ     |                                                                |
| 23           | 2022年10月15日 | ☆    | 1R 2:29 | TKO     | ブロック・ジャービス             | オーストラリア   | WBOグローバル防衛5                                             |
| 24           | 2023年12月9日  | ☆    | 6R 1:49 | KO      | モンタナ・ラブ                   | アメリカ合衆国   | WBOグローバル防衛6                                             |
| 25           | 2024年6月15日  | ☆    | 12R     | 判定3-0 | スブリエル・マティアス           | プエルトリコ     | IBF世界スーパーライト級タイトルマッチ                          |
| 26           | 2024年12月7日  | ★    | 12R     | 判定1-2 | リチャードソン・ヒッチンズ       | オーストラリア   | IBF陥落                                                        |
| 27           | 2025年6月25日  | ☆    | 5R 終了 | TKO     | ジョナサン・ナバロ               | アメリカ合衆国   |                                                                |
| 28           | 2025年9月18日  | -    | -       | -       | ダビド・パポ                     | フランス         | IBF世界ウェルター級挑戦者決定戦 試合前                         |
| テンプレート |                |      |         |         |                                  |                  |                                                                |

## 獲得タイトル
- 豪州スーパーライト級王座
- WBOユーススーパーライト級王座
- WBOグローバルスーパーライト級王座
- IBFインターナショナルスーパーライト級王座
- IBF世界スーパーライト級王座（防衛0）